# Arkadij Šajchet
Arkadij Samojlovič Šajchet (rusky: Аркадий Самойлович Шайхет) (9. září 1898, Nikolajev – 18. listopadu 1959, Moskva) byl sovětský novinářský fotograf, jeden ze zakladatelů sovětské fotografie. Stál u počátků moderní fotožurnalistiky ve dvacátých a třicátých letech v bývalém SSSR. Společně s fotografy jako byli Max Alpert, Alexandr Rodčenko, Boris Ignatovič, Georgij Petrusov nebo Ivan Šagin se stali nástrojem programové, centrálně řízené a didakticky zaměřené propagandy.

## Biografie
V letech 1922–1924 pracoval jako fotografický retušér v soukromé firmě v Moskvě. Od roku 1924 pracoval v časopisech (Ogoňok, SSSR na strojke, Naše úspěchy), pro které vytvořil zpravodajské reportáže z prvních pětiletek. Během Velké vlastenecké války v letech 1941–1945 pracoval jako fotoreportér a dopisovatel na frontě pro deník Frontovaja ilustracija.
Fotografoval vojenské akce na různých frontách, včetně předměstí Moskvy, u Stalingradu, bitvy v Kurském oblouku a dobytí Berlína. Po válce se vrátil do práce v časopise Ogonjok, který byl vydáván od roku 1923.
Společně s Maxem Alpertem se stal zakladatelem vícezáběrových reportáží. Nejznámější byla jejich práce Rodina Filippových – 52 fotografií vyprávělo příběh dělníka a jeho rodiny. Fotoreportáž byla také otištěna v novinách německých komunistů Arbeiter Illustrierte Zeitung a setkala se na počátku 30. let s velkým ohlasem v Německu, Československu, i dalších evropských zemích. Vedle významné společenské role sehrála také důležitou roli jako první významné dílo, které dokázalo rovnocennost a velké potenciální možnosti vícezáběrových reportáží, sérií a fotofejetonů.

## Galerie

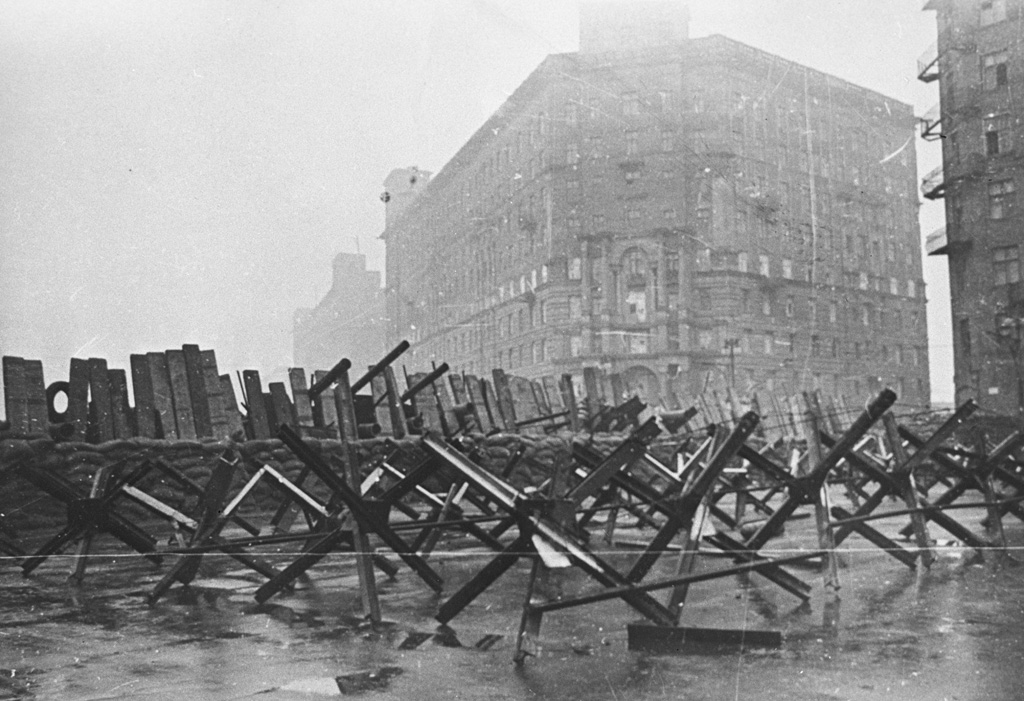
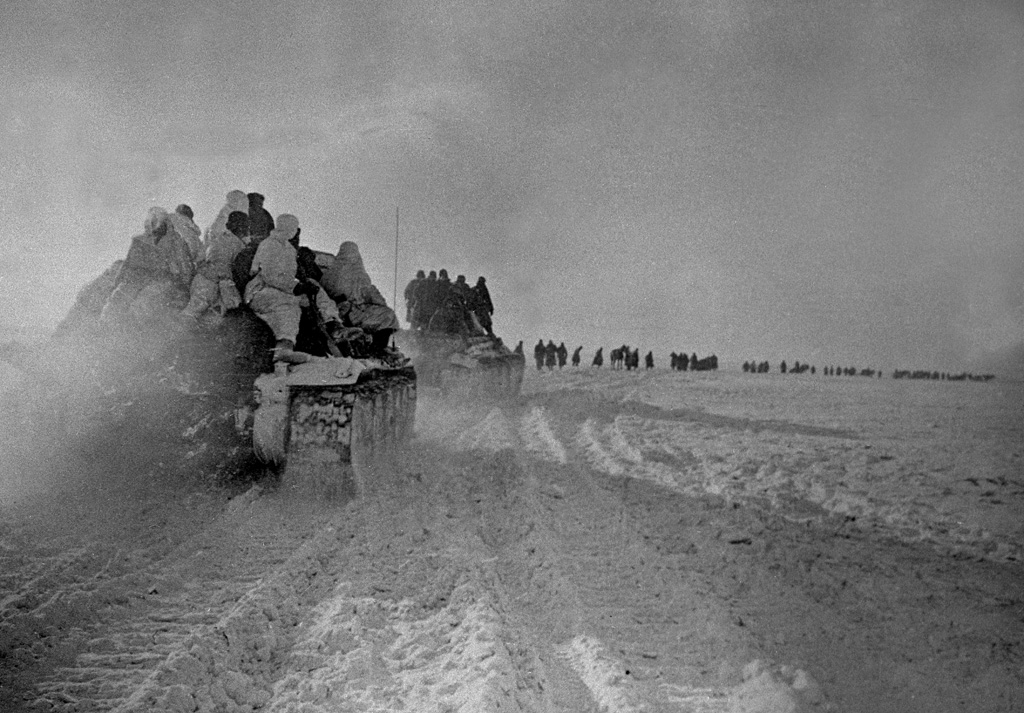
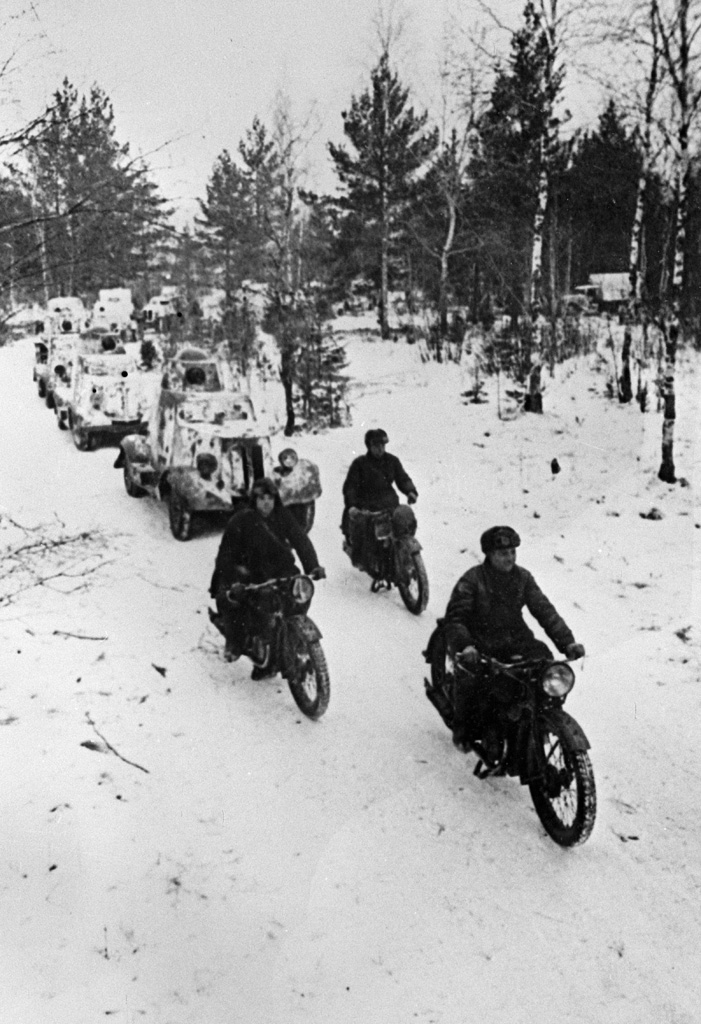

## Knihy s díly Arkadije Šajcheta
- АЛЬБОМ АРКАДИЯ ШАЙХЕТ ИЗ СЕРИИ "ФОТОГРАФИЧЕСКОЕ НАСЛЕДИЕ", série fotografického dědictví, vydalo Art-Rodnik, 2007

## Knihy, na kterých A. Šajchet spolupracoval
- Antologie sovětské fotografie, 1941–1945, vydavatelství Planeta, Moskva 1987
- PROPAGANDA & DREAMS, Edition Stemmle 1999 ISBN 3-908161-80-0